# François Sagat
François Sagat (Cognac, 5 giugno 1979) è un attore pornografico francese, noto per le sue prestazioni in film pornografici di genere gay e per il tatuaggio a forma di scalpo.

## Biografia
Nato da genitori francesi di origini slovacche, all'età di 18 anni si trasferisce a Parigi.
A 25 anni firma un contratto con uno studio pornografico francese, chiamato Citebeur. Da lì il salto fu breve e nel giro di poche settimane apparve nel suo primo film per adulti. Sagat decise di dedicarsi a tempo pieno al lavoro di porno attore.
Negli Stati Uniti appare per la prima volta nel film Arabesque della Raging Stallion Studios, diventerà la prima star internazionale da esso lanciata. Sagat è distinguibile per il tatuaggio simmetrico che dà l'illusione di un vero e proprio scalpo.
Come attore pornografico ha interpretato entrambi i ruoli di attivo e passivo e si è cimentato in performance BDSM. Nel 2007 è apparso nella sua prima scena bisessuale nel film Gay Arab Club, per la quale è stato nominato a sei GayVN Awards.
Dopo una breve pausa dal mondo del porno, nel 2008 torna a lavorare come modello esclusivo della Titan Media. Sagat è stato il soggetto di un controverso dipinto del pittore australiano Ross Watson, rivisitazione della Crocifissione di san Pietro del Caravaggio, realizzato come simbolo dell'ostilità del Vaticano nei confronti del mondo gay e dell'utilizzo del preservativo.
Nel 2009 fa la comparsa nel film horror Saw VI. Nel 2010 è protagonista del film di Bruce LaBruce L.A. Zombie, dove veste i panni di uno zombi famelico, e recita al fianco di Chiara Mastroianni in Homme au bain di Christophe Honoré. Entrambi i film sono stati portati in concorso al Festival internazionale del film di Locarno.
Nel 2011 il regista Pascal Roche realizza il documentario Sagat: The Documentary che viene trasmesso sulla rete televisiva francese Canal+.
A fine 2011 torna alla pornografia con Incubus, di cui è regista, direttore creativo ed interprete per la Titan Media.

## Filmografia

### Videografia pornografica
- Wesh Cousin 5 - Relax man (2005) Citebeur
- Wesh Cousin 6 - Cho bouillants (2005) Citebeur
- Wesh Cousin 7 - C'est d'la balle (2005) Citebeur
- Univers Black - Matos de blackoss (2005) Citebeur
- Hole Sweet Hole (2005) Raging Stallion Studios
- Knight after Night (2005) Raging Stallion Studios
- Hard as Wood (2005) Raging Stallion Studios
- Manifesto (2005) Raging Stallion Studios
- Tough As Nails (2006) Raging Stallion Studios
- Arabesque (2006) Raging Stallion Studios
- Tough as Nails (2006) Raging Stallion Studios

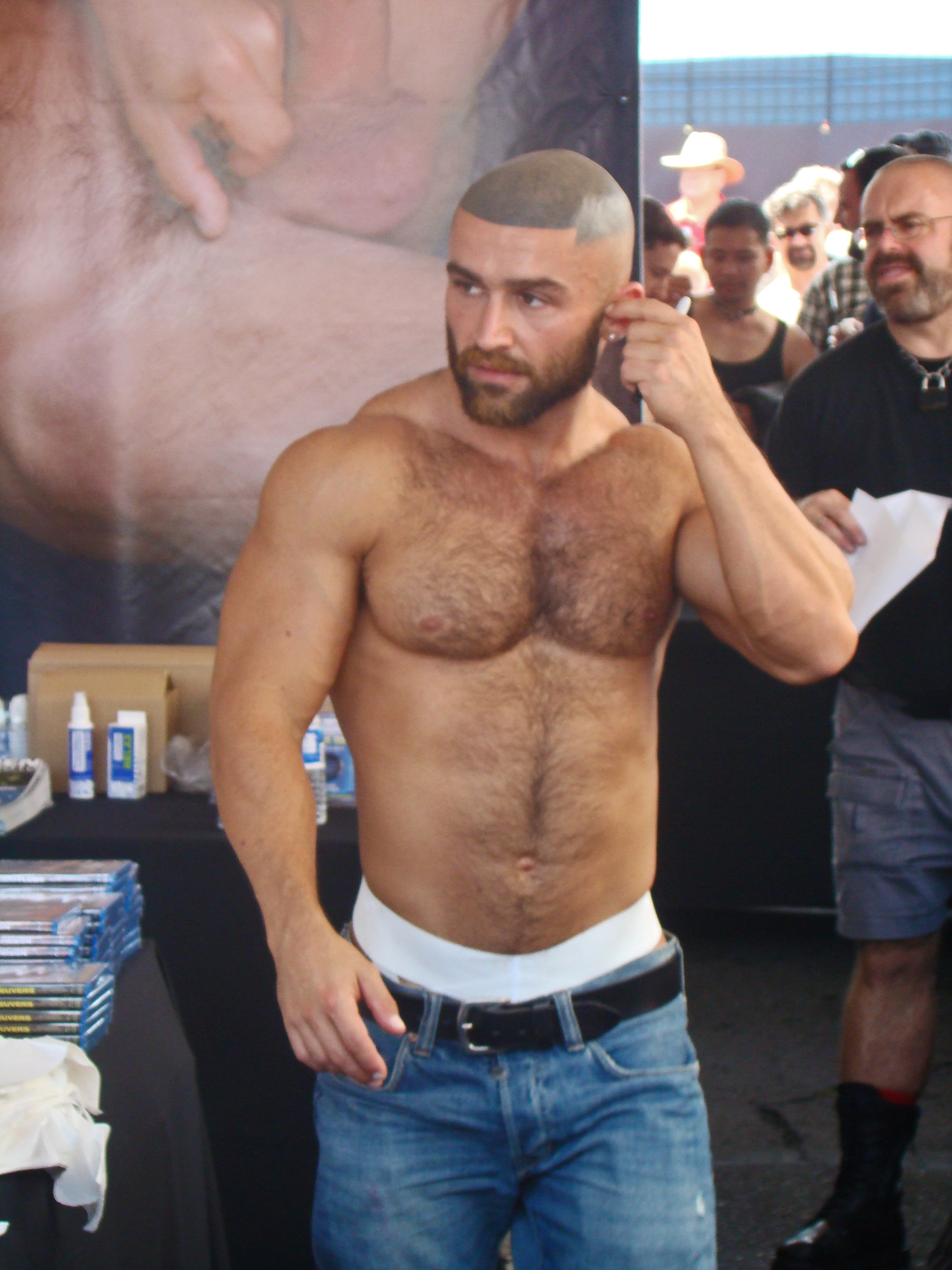
François Sagat alla Folsom Street Fair 2009.

- Escape From San Francisco (2006) Raging Stallion Studios
- Centurion Muscle II - Alpha (2006) Raging Stallion Studios
- Fistpack 7: Twist My Arm (2006) Raging Stallion Studios
- Manhattan (2006) Raging Stallion Studios
- Fistpack 8: Elbow Room (2006) Raging Stallion Studios
- Bedroom Eyes (2006) Raging Stallion Studios
- Humping Iron (2006) Raging Stallion Studios
- Stretch (2006) Raging Stallion Studios
- Apex (2006) Raging Stallion Studios
- Breathless (2007) Titan Media
- Folsom Filth (2007) Titan Media
- Spy Quest 3 (2007) Titan Media
- Best in Hole (2007) Raging Stallion Studios
- Instinct (2007) Raging Stallion Studios
- Boners (2007) Raging Stallion Studios
- Folsom Leather (2007) Titan Media
- Shacked Up (2007) Titan Media
- H2O (2007) Titan Media
- The Best of François Sagat - Volume 1 (2007) Raging Stallion Studios
- The Best of François Sagat - Volume 2 (2007) Raging Stallion Studios
- Breakers (2008) Titan Media
- Fear (2008) Titan Media
- The Best of François Sagat - Volume 3 (2008) Raging Stallion Studios
- Double Standard (2008) Titan Media
- Telescope (2008) Titan Media
- P.O.V. (2008) Titan Media
- Hairy Boyz 10 (2008) Raging Stallion Studios
- Funhouse (2008) Titan Media
- OverDrive (2009) Titan Media
- Piss Off: Hardcore Fetish Series:PISSING #1 (2009) Raging Stallion Studios
- Muscle Studs 2 (2009) Raging Stallion Studios
- Ringside (2009) Falcon Studios
- Full Access (2009) Titan Media
- Fistpack 24: The Best of François Sagat: Fisting (2009) Raging Stallion Studios
- Search and Rescue (2010) Titan Media
- Hairy Boyz 15 (2010) Raging Stallion Studios
- Thrust (2010) Titan Media
- Cock Hungy Dick Pigs! (2010) Overload Releasing
- Inked Boyz #2 (2010) Raging Stallion Studios
- Incubus (2011) Titan Media
- Incubus 2: The Final Chapter (2012) Titan Media

### Altre opere audiovisive
- La nudité toute nue, regia di Olivier Nicklaus (2007) - Documentario
- Saw VI, regia di Kevin Greutert (2009)
- L.A. Zombie, regia di Bruce LaBruce (2010)
- Homme au bain, regia di Christophe Honoré (2010)
- Sagat: The Documentary (Sagat), regia di Jérome M. Oliveira e Pascal Roche (2011) - Documentario

## Premi e riconoscimenti
- GayVN Awards 2007 - Gay Performer of the Year
- TLA Gay Awards 2010 - Performer of the Year[8]
- David Awards - Best European Actor
- HustlaBall Awards 2011 - Best European Actor[9]
- XBIZ Awards 2019 - Gay Performer of the Year[10]